# Жанабаз
Жанабаз (каз. Жаңабаз) — упразднённое село в Зайсанском районе Восточно-Казахстанской области Казахстана. Упразднено в 2020 г. Входило в состав сельского округа Сарытерек. Код КАТО — 634643400.

## Население
В 1999 году население села составляло 56 человек (29 мужчин и 27 женщин). По данным переписи 2009 года, в селе проживали 43 человека (25 мужчин и 18 женщин).